# مجنحة باتاغونيا
مجنحة باتاغونيا (التسمية الثنائية:†Patagopteryx) هو جنس منقرض من شبيهات مجنحات باتاغونيا التي عاشت في أواخر العصر الطباشيري قبل حوالي 80 مليون سنة في ما يعرف الآن باسم سييرا باروسا في شمال غرب باتاغونيا في الأرجنتين. بحجم يقارب الدجاج تشكل مجنحة باتاغونيا أول مثال واضح لا لبس فيه على عدم الطيران الثانوي: اذ يظهر هيكلها العظمي مؤشرات واضحة على أن أسلافها كانوا طيورًا محلقة.
وقد عثر على الأحافير الأصلية لمجنحة باتاغونيا في طبقات من تشكيل سانتونيان باجو دي لا كاربا من قبل أوسكار دي فيراريس، مدير متحف التاريخ الطبيعي بجامعة كوماهيو الوطنية في نيوكوين في الفترة بين عامي 1984 و 1985، ثم نقلهم إلى عالم الحفريات الشهير خوسيه بونابرت الذي قام بوصف نوع مجنحة باتاغونيا الدي فيراريسية Patagopteryx deferrariisi في عام 1992.

## المميزات
كان لمجنحة باتاغونيا قدمين مع عظام ملتحمة مثل الكثير من الطيور الحديثة. لم يكن للمجنحة عظم الترقوة مما يعني أنه كان من المستحيل أن يكون لديها العضلات اللازمة للطيران. كانت الساقين ذات عظم فخذ قصير للغاية وهذه سمة من سمات الحيوانات الراكضة. لدى إصبع القدم الثاني مخلب منحني لكن لا يبدو أنه قد تم استخدامه كسلاح. كانت مجنحة باتاغونيا حيوانًا قارتًا وربما سافرت في قطعان عبر سهول أمريكا الجنوبية.